# Maria Ficzay
Maria Ficzay (n. 8 noiembrie 1991, Ocna Șugatag, România) este o jucătoare română de fotbal feminin pe postul de apărător. A jucat în Campionatul României pentru Olimpia Cluj, cu care a participat în UEFA Champions League. Din 2021 joacă în Danemarca la Fortuna Hjørring⁠.
Este, de asemenea, selecționată în echipa națională a României.